# 鲍里斯·巴拉诺夫
鲍里斯·亚历山德罗维奇·巴拉诺夫（俄语：Борис Александрович Баранов，羅馬化：Borys Oleksandrovych Baranov；1940年11月11日—2005年4月6日）是切尔诺贝利核电站的一名工程师。在切尔诺贝利事故中，他曾作为一名清理员与另外两人一起被派去清理四号反应堆大楼下的蒸汽抑制池，从而成功的防止反应堆进一步爆炸。

## 职业
鲍里斯·巴拉诺夫1940年11月11日出生于苏联俄罗斯苏维埃联邦社会主义共和国基洛夫州索济诺维。巴拉诺夫有一个比他大五岁的哥哥，名叫维克多。他们的父亲在第二次世界大战期间去世。
在苏联军队中服完兵役后，巴拉诺夫移居到乌克兰苏维埃社会主义共和国。1966年至1976年，他在位于第聂伯罗彼得罗夫斯克州克里维里赫的克里沃罗格冶金厂（一家热电联产电厂）担任工程师。巴拉诺夫后来成为该工厂的轮班主管。与此同时，巴拉诺夫于1974年毕业于哈爾科夫乌克兰工程教育学院，获得热能与动力工程学位。1976年，他开始在基辅州的切尔诺贝利核电站担任轮班主管。
同样在1976年，巴拉诺夫的妻子去世，只剩下他独自抚养6岁的女儿和1岁的儿子。

## 切尔诺贝利事故
1986年4月26日凌晨1点23分45秒，乌克兰苏维埃社会主义共和国切尔诺贝利核电站4号反应堆发生爆炸，导致大范围的大剂量辐射泄漏。大火被扑灭后，官员们开始担心堆芯残渣（一种放射性熔岩状物质）会融化到反应堆下方的冷凝池中，并引发蒸汽爆炸，从而将更多的放射性物质喷射出来。然而，这种担心并不成立，因为熔化后的堆芯残渣已经开始滴入冷凝池，并变成浮在水面上的陶瓷浮石。政府官员对此并不知情，因此决定打开水闸排干冷凝池中的水。闸门由位于4号反应堆建筑旁的地下附属建筑中的阀门控制，该区域已被水淹没。消防员通过使用专业水管疏通，部分区域水位达到膝盖高度，使前往阀门的道路变得可通行。
负责执行此项工作的团队由阿列克谢·阿纳年科和瓦列里·别兹帕洛夫（知道阀门位置的工程师）以及鲍里斯·巴拉诺夫组成。三人都是志愿者，非正式地被称为“自杀小队”。他们身着潜水服，配备有防放射性气溶胶的呼吸器和輻射劑量計，于5月7日进入被水淹没的区域。利用探照灯，他们沿着管道找到阀门并打开了水闸。随后，消防队用水泵20,000公噸（20,000長噸；22,000短噸）的水抽出，直至5月8日水完全排干。

## 事故后
在媒体报道中，三位潜水打开水闸的英雄均死于放射病，但事实并非如此，三人在接受了非临界剂量的辐射后都存活了下来。在清理了事故后果后，鲍里斯·巴拉诺夫继续在切尔诺贝利核电站工作。最后一个发电机组于2000年底退役后，该组织转变为国家专业企业“切尔诺贝利核电站”。切尔诺贝利事故发生后，巴拉诺夫又活了近20年，于2005年4月6日在乌克兰基輔去世，葬于基辅森林公墓（108 号地块），享年64岁。2018年，鲍里斯·巴拉诺夫因在切尔诺贝利事故后做出的重大个人贡献，被追授三等勇气勋章。2019年，他被追授烏克蘭英雄称号。

## 媒体
奥斯卡·吉斯（Oscar Giese）在2019年上架的Sky/HBO迷你剧《切尔诺贝利》中饰演巴拉诺夫。